# Luigi Mancinelli
Pour les articles homonymes, voir Mancinelli.
Luigi Mancinelli (né le 5 février 1848 à Orvieto, alors dans les États pontificaux et mort le 2 février 1921 à Rome) est un chef d'orchestre, violoncelliste et compositeur romantique italien.

## Biographie
Luigi Mancinelli étudie l'orgue et le violoncelle avec son frère Marino, puis est violoncelliste à la Cappella d'Orvieto et à l'Orchestre du Teatro della Pergola à Florence. Il travaille le violoncelle avec Sbolà et la composition avec Mabellini à Florence. Il est violoncelle solo au Teatro Morlacchi de Pérouse. En 1874, il fait ses débuts de chef d'orchestre dans Aïda, remplaçant le chef titulaire pris d'ébriété. Il devient chef d'orchestre à Rome au Teatro Apollo de 1874 à 1881. Il est nommé ensuite directeur du Conservatoire de Bologne.
Comme chef d'orchestre, il a été actif en Italie (particulièrement dans les villes de Bologne et Rome) et à l'étranger (Madrid, Londres, New York, Buenos Aires et Lisbonne). Son nom était associé à la musique de Richard Wagner ainsi qu'aux grands compositeurs italiens d'opéras tels que Verdi et Puccini.
De brefs exemples de sa technique de chef d'orchestre peuvent être écoutés sur des cylindres Mapleson (en), qui ont été enregistrés durant des représentations du Metropolitan Opera au début du XXe siècle. Un des plus clairs de ces cylindres primitifs contient un bref extrait de la scène de "Torture" dans Tosca, enregistré en 1903. On y entend le ténor Italien Emilio de Marchi dans Mario Cavaradossi, rôle qu'il avait créé à Rome trois ans plus tôt.
Le principal théâtre dans sa ville natale d'Orvieto a été renommé Théâtre Mancinelli en son honneur.

## Œuvres

### Opéras
- Isora di Provenza (3 actes, A. Zanardini; Bologne, 2 octobre 1884)
- Ero e Leandro (3 actes, Arrigo Boito; Madrid, 30 novembre 1897)
- Paolo e Francesca (1 acte, Arturo Colautti; Bologne, 11 novembre 1907)
- Sogno di una Notte d'Estate (3 actes, Fausto Salvatori, 1919)

### Autres œuvres pour la scène
- Messalina (Prélude et Intermezzo pour le drame de Pietro Cossa, Rome, avril 1876)
- Cleopatra (Intermezzi symphoniques pour le drame de Pietro Cossa, Rome, 20 décembre 1877)
- Tizianello (Cinq pièces pour la comédie de E. Lombroso, Rome, 20 juin 1895)

### Musique sacrée
- Isaia (Cantate, texte de Giuseppe Albini, Norwich, 13 octobre 1887)
- Sancta Agnes (Cantate, texte de Giuseppe Albini, Norwich, 27 octobre 1905)

### Musiques de films
- Frate Sole (Transcrit pour chœur et orchestre par Mario Corsi, Tespi-films, Rome; 1918)
- Giuliano L'Apostata (Transcrit pour chœur et orchestre par Ugo Falena, Bernini-films, Rome; 1920)